# Fredericton
Fredericton es una ciudad canadiense, sede del condado de York y capital de la provincia de Nuevo Brunswick. Se encuentra ubicada en el centro-sur de la provincia, a orillas del río San Juan.

## Historia

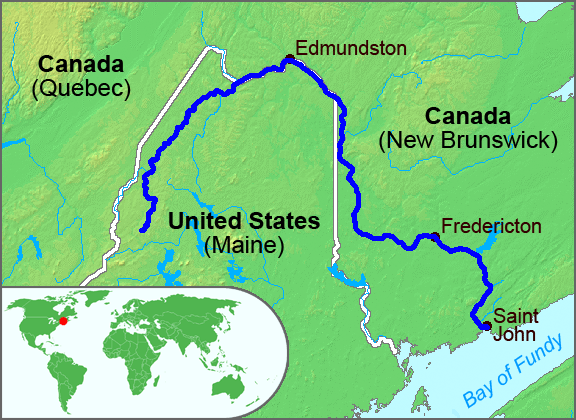
Mapa del río San Juan, en el que se observa, en su último tramo, Fredericton

El área de la actual ciudad de Fredericton fue utilizada por primera vez para la agricultura de temporada por los pueblos Mi'kmaq y Maliseet. El maíz fue el cultivo principal de la zona. Curiosamente, el sitio de Fredericton sirvió como una especie de capital para los aborígenes de la zona. Aucpaque, la "aldea principal" de los aborígenes de la zona, se encuentra a pocos kilómetros río arriba del sitio de la actual Fredericton.
La ciudad fue fundada en 1784 para refugiados británicos de los Estados Unidos de América y llamada « Frederick's Town » (Ciudad de Frederick) en honor de Federico de York, el segundo hijo del rey Jorge III del Reino Unido.

## Hitos urbanos
Fredericton alberga el Edificio Legislativo de Nuevo Brunswick, que desde su construcciòn en 1882 es la sede del gobierno provincial. A su vez, es un centro importante cultural, artístico y educativo, que cuenta con dos universidades: la Universidad de Nuevo Brunswick y las artes liberales, la Universidad de Saint Thomas. Fredericton es también sede de instituciones culturales como la Galería Beaverbrook de Arte, el Museo de York-Sunbury y el Playhouse, este sirve como un lugar para los talentos de escritores locales.
Según el censo de 2001), la población de la ciudad de Fredericton era de 48.000 y de 81.346 en Grand Frederton aunque, informes no oficiales, sugieren un número más cerca a 50.750 (84.523 en Gran Fredericton) debido a la población de estudiantes que a menudo no es incluida censos oficiales. Al año 2011 la población era de 56.224 La primera extensión principal de la ciudad ocurrió el 1 de julio de 1945.

## Idiomas
Fredericton es la capital de la provincia de Nuevo Brunswick, la cual, es la única provincia canadiense oficialmente bilingüe. Mientras que hay una parte de la ciudad predominantemente de habla inglesa, el servicio civil ha visto un aumento de la población francófona de la ciudad. Esta población es atendida por el Centro Comunitario Santa Ana (que incluye la educación K-12, una estación de radio, una biblioteca pública y un centro cultural). Además, Fredericton es atendida por la Iglesia francófona, situada en Regent Street.
El desglose lingüístico de Fredericton es el siguiente:
75,6% inglés solamente,
el 23,6% bilingüe (francés e inglés),
0,5% francés,
0,3% otros.

## Clima
| Parámetros climáticos promedio de Fredericton CDA (normales 1981–2010, extremos 1871–presente) | Parámetros climáticos promedio de Fredericton CDA (normales 1981–2010, extremos 1871–presente) | Parámetros climáticos promedio de Fredericton CDA (normales 1981–2010, extremos 1871–presente) | Parámetros climáticos promedio de Fredericton CDA (normales 1981–2010, extremos 1871–presente) | Parámetros climáticos promedio de Fredericton CDA (normales 1981–2010, extremos 1871–presente) | Parámetros climáticos promedio de Fredericton CDA (normales 1981–2010, extremos 1871–presente) | Parámetros climáticos promedio de Fredericton CDA (normales 1981–2010, extremos 1871–presente) | Parámetros climáticos promedio de Fredericton CDA (normales 1981–2010, extremos 1871–presente) | Parámetros climáticos promedio de Fredericton CDA (normales 1981–2010, extremos 1871–presente) | Parámetros climáticos promedio de Fredericton CDA (normales 1981–2010, extremos 1871–presente) | Parámetros climáticos promedio de Fredericton CDA (normales 1981–2010, extremos 1871–presente) | Parámetros climáticos promedio de Fredericton CDA (normales 1981–2010, extremos 1871–presente) | Parámetros climáticos promedio de Fredericton CDA (normales 1981–2010, extremos 1871–presente) | Parámetros climáticos promedio de Fredericton CDA (normales 1981–2010, extremos 1871–presente) |
| Mes                                                                                            | Ene.                                                                                           | Feb.                                                                                           | Mar.                                                                                           | Abr.                                                                                           | May.                                                                                           | Jun.                                                                                           | Jul.                                                                                           | Ago.                                                                                           | Sep.                                                                                           | Oct.                                                                                           | Nov.                                                                                           | Dic.                                                                                           | Anual                                                                                          |
| ---------------------------------------------------------------------------------------------- | ---------------------------------------------------------------------------------------------- | ---------------------------------------------------------------------------------------------- | ---------------------------------------------------------------------------------------------- | ---------------------------------------------------------------------------------------------- | ---------------------------------------------------------------------------------------------- | ---------------------------------------------------------------------------------------------- | ---------------------------------------------------------------------------------------------- | ---------------------------------------------------------------------------------------------- | ---------------------------------------------------------------------------------------------- | ---------------------------------------------------------------------------------------------- | ---------------------------------------------------------------------------------------------- | ---------------------------------------------------------------------------------------------- | ---------------------------------------------------------------------------------------------- |
| Temp. máx. abs. (°C)                                                                           | 15.0                                                                                           | 19.0                                                                                           | 26.5                                                                                           | 30.5                                                                                           | 35.5                                                                                           | 35.6                                                                                           | 36.1                                                                                           | 38.9                                                                                           | 33.7                                                                                           | 28.9                                                                                           | 21.7                                                                                           | 16.1                                                                                           | 38.9                                                                                           |
| Temp. máx. media (°C)                                                                          | -4.4                                                                                           | -2.1                                                                                           | 2.8                                                                                            | 9.9                                                                                            | 17.6                                                                                           | 22.7                                                                                           | 25.4                                                                                           | 24.5                                                                                           | 19.6                                                                                           | 12.8                                                                                           | 5.5                                                                                            | -1.0                                                                                           | 11.1                                                                                           |
| Temp. media (°C)                                                                               | −9.4                                                                                           | −7.5                                                                                           | -2.2                                                                                           | 4.8                                                                                            | 11.3                                                                                           | 16.4                                                                                           | 19.4                                                                                           | 18.6                                                                                           | 14.0                                                                                           | 7.8                                                                                            | 1.8                                                                                            | -5.3                                                                                           | 5.8                                                                                            |
| Temp. mín. media (°C)                                                                          | -14.4                                                                                          | -12.8                                                                                          | -7.2                                                                                           | -0.4                                                                                           | 5.1                                                                                            | 10.1                                                                                           | 13.3                                                                                           | 12.6                                                                                           | 8.3                                                                                            | 2.8                                                                                            | -2.0                                                                                           | -9.5                                                                                           | 0.5                                                                                            |
| Temp. mín. abs. (°C)                                                                           | -38.9                                                                                          | -38.3                                                                                          | -32.8                                                                                          | -20.0                                                                                          | -6.7                                                                                           | -2.2                                                                                           | 1.7                                                                                            | 1.7                                                                                            | -4.4                                                                                           | -11.1                                                                                          | -26.7                                                                                          | -35.6                                                                                          | -38.9                                                                                          |
| Precipitación total (mm)                                                                       | 101.9                                                                                          | 70.1                                                                                           | 90.1                                                                                           | 81.6                                                                                           | 103.8                                                                                          | 86.3                                                                                           | 89.0                                                                                           | 85.9                                                                                           | 94.7                                                                                           | 89.7                                                                                           | 109.9                                                                                          | 91.8                                                                                           | 1094.7                                                                                         |
| Lluvias (mm)                                                                                   | 42.4                                                                                           | 31.7                                                                                           | 45.2                                                                                           | 68.1                                                                                           | 103.1                                                                                          | 86.3                                                                                           | 89.0                                                                                           | 85.9                                                                                           | 94.7                                                                                           | 89.3                                                                                           | 96.3                                                                                           | 54.0                                                                                           | 885.9                                                                                          |
| Nevadas (cm)                                                                                   | 63.6                                                                                           | 39.1                                                                                           | 42.4                                                                                           | 13.5                                                                                           | 0.6                                                                                            | 0.0                                                                                            | 0.0                                                                                            | 0.0                                                                                            | 0.0                                                                                            | 0.4                                                                                            | 13.9                                                                                           | 41.4                                                                                           | 214.8                                                                                          |
| Días de precipitaciones (≥ 0.2 mm)                                                             | 12.6                                                                                           | 10.2                                                                                           | 12.4                                                                                           | 12.6                                                                                           | 14.9                                                                                           | 13.6                                                                                           | 14.5                                                                                           | 12.7                                                                                           | 13.7                                                                                           | 13.5                                                                                           | 13.8                                                                                           | 12.5                                                                                           | 156.7                                                                                          |
| Días de lluvias (≥ 0.2 mm)                                                                     | 4.5                                                                                            | 4.2                                                                                            | 7.1                                                                                            | 10.8                                                                                           | 14.8                                                                                           | 13.6                                                                                           | 14.5                                                                                           | 12.7                                                                                           | 13.7                                                                                           | 13.5                                                                                           | 11.7                                                                                           | 6.0                                                                                            | 126.9                                                                                          |
| Días de nevadas (≥ 0.2 cm)                                                                     | 9.4                                                                                            | 7.2                                                                                            | 7.0                                                                                            | 2.4                                                                                            | 0.3                                                                                            | 0.0                                                                                            | 0.0                                                                                            | 0.0                                                                                            | 0.0                                                                                            | 0.11                                                                                           | 3.2                                                                                            | 7.5                                                                                            | 37.0                                                                                           |
| Horas de sol                                                                                   | 119.5                                                                                          | 130.8                                                                                          | 148.9                                                                                          | 162.2                                                                                          | 206.9                                                                                          | 224.3                                                                                          | 239.7                                                                                          | 226.2                                                                                          | 172.4                                                                                          | 142.5                                                                                          | 95.8                                                                                           | 102.2                                                                                          | 1971.2                                                                                         |
| Fuente: Environment Canada                                                                     |                                                                                                |                                                                                                |                                                                                                |                                                                                                |                                                                                                |                                                                                                |                                                                                                |                                                                                                |                                                                                                |                                                                                                |                                                                                                |                                                                                                |                                                                                                |

| Parámetros climáticos promedio de Aeropuerto de Fredericton (1981-2010) | Parámetros climáticos promedio de Aeropuerto de Fredericton (1981-2010) | Parámetros climáticos promedio de Aeropuerto de Fredericton (1981-2010) | Parámetros climáticos promedio de Aeropuerto de Fredericton (1981-2010) | Parámetros climáticos promedio de Aeropuerto de Fredericton (1981-2010) | Parámetros climáticos promedio de Aeropuerto de Fredericton (1981-2010) | Parámetros climáticos promedio de Aeropuerto de Fredericton (1981-2010) | Parámetros climáticos promedio de Aeropuerto de Fredericton (1981-2010) | Parámetros climáticos promedio de Aeropuerto de Fredericton (1981-2010) | Parámetros climáticos promedio de Aeropuerto de Fredericton (1981-2010) | Parámetros climáticos promedio de Aeropuerto de Fredericton (1981-2010) | Parámetros climáticos promedio de Aeropuerto de Fredericton (1981-2010) | Parámetros climáticos promedio de Aeropuerto de Fredericton (1981-2010) | Parámetros climáticos promedio de Aeropuerto de Fredericton (1981-2010) |
| Mes                                                                     | Ene.                                                                    | Feb.                                                                    | Mar.                                                                    | Abr.                                                                    | May.                                                                    | Jun.                                                                    | Jul.                                                                    | Ago.                                                                    | Sep.                                                                    | Oct.                                                                    | Nov.                                                                    | Dic.                                                                    | Anual                                                                   |
| ----------------------------------------------------------------------- | ----------------------------------------------------------------------- | ----------------------------------------------------------------------- | ----------------------------------------------------------------------- | ----------------------------------------------------------------------- | ----------------------------------------------------------------------- | ----------------------------------------------------------------------- | ----------------------------------------------------------------------- | ----------------------------------------------------------------------- | ----------------------------------------------------------------------- | ----------------------------------------------------------------------- | ----------------------------------------------------------------------- | ----------------------------------------------------------------------- | ----------------------------------------------------------------------- |
| Temp. máx. abs. (°C)                                                    | 14.6                                                                    | 18.6                                                                    | 22.2                                                                    | 30.3                                                                    | 35.2                                                                    | 35.3                                                                    | 36.7                                                                    | 37.2                                                                    | 33.9                                                                    | 27.8                                                                    | 21.1                                                                    | 15.9                                                                    | 37.2                                                                    |
| Temp. máx. media (°C)                                                   | -3.8                                                                    | -2.0                                                                    | 3.0                                                                     | 10.0                                                                    | 17.6                                                                    | 22.7                                                                    | 25.5                                                                    | 24.8                                                                    | 20.0                                                                    | 13.2                                                                    | 6.0                                                                     | -0.7                                                                    | 11.4                                                                    |
| Temp. media (°C)                                                        | −9.4                                                                    | −7.9                                                                    | -2.4                                                                    | 4.5                                                                     | 11.1                                                                    | 16.2                                                                    | 19.3                                                                    | 18.4                                                                    | 13.6                                                                    | 7.5                                                                     | 1.5                                                                     | -5.7                                                                    | 5.6                                                                     |
| Temp. mín. media (°C)                                                   | -15.0                                                                   | -13.7                                                                   | -7.8                                                                    | -1.0                                                                    | 4.6                                                                     | 9.7                                                                     | 13.0                                                                    | 12.1                                                                    | 7.1                                                                     | 1.6                                                                     | -3.0                                                                    | -10.7                                                                   | -0.2                                                                    |
| Temp. mín. abs. (°C)                                                    | -35.6                                                                   | -37.2                                                                   | -28.9                                                                   | -15.1                                                                   | -6.7                                                                    | -0.6                                                                    | 1.7                                                                     | 1.3                                                                     | -3.9                                                                    | -8.9                                                                    | -20.2                                                                   | -33.8                                                                   | -37.2                                                                   |
| Precipitación total (mm)                                                | 95.3                                                                    | 73.1                                                                    | 93.2                                                                    | 85.9                                                                    | 96.2                                                                    | 82.4                                                                    | 88.3                                                                    | 85.6                                                                    | 87.5                                                                    | 89.1                                                                    | 106.3                                                                   | 94.9                                                                    | 1077.7                                                                  |
| Lluvias (mm)                                                            | 38.0                                                                    | 31.4                                                                    | 46.7                                                                    | 68.3                                                                    | 94.5                                                                    | 82.4                                                                    | 88.3                                                                    | 85.6                                                                    | 87.5                                                                    | 88.2                                                                    | 92.9                                                                    | 55.3                                                                    | 859.1                                                                   |
| Nevadas (cm)                                                            | 69.9                                                                    | 47.5                                                                    | 49.4                                                                    | 18.6                                                                    | 1.4                                                                     | 0.0                                                                     | 0.0                                                                     | 0.0                                                                     | 0.0                                                                     | 0.8                                                                     | 14.3                                                                    | 50.5                                                                    | 252.3                                                                   |
| Días de precipitaciones (≥ 0.2 mm)                                      | 14.2                                                                    | 11.3                                                                    | 13.0                                                                    | 13.2                                                                    | 13.9                                                                    | 12.2                                                                    | 12.3                                                                    | 10.6                                                                    | 10.3                                                                    | 11.4                                                                    | 13.2                                                                    | 13.4                                                                    | 148.9                                                                   |
| Días de lluvias (≥ 0.2 mm)                                              | 5.1                                                                     | 4.3                                                                     | 7.3                                                                     | 10.8                                                                    | 13.8                                                                    | 12.2                                                                    | 12.3                                                                    | 10.6                                                                    | 10.3                                                                    | 11.3                                                                    | 11.1                                                                    | 6.3                                                                     | 115.4                                                                   |
| Días de nevadas (≥ 0.2 cm)                                              | 11.7                                                                    | 9.1                                                                     | 8.5                                                                     | 4.7                                                                     | 0.38                                                                    | 0.0                                                                     | 0.0                                                                     | 0.0                                                                     | 0.0                                                                     | 0.42                                                                    | 4.2                                                                     | 10.0                                                                    | 48.9                                                                    |
| Horas de sol                                                            | 119.5                                                                   | 130.8                                                                   | 148.9                                                                   | 162.2                                                                   | 206.9                                                                   | 224.3                                                                   | 239.7                                                                   | 226.2                                                                   | 172.4                                                                   | 142.5                                                                   | 95.8                                                                    | 102.2                                                                   | 1971.2                                                                  |
| Humedad relativa (%)                                                    | 75.1                                                                    | 74.9                                                                    | 77.1                                                                    | 80.6                                                                    | 83.6                                                                    | 86.4                                                                    | 89.5                                                                    | 90.4                                                                    | 91.1                                                                    | 87.6                                                                    | 83.8                                                                    | 80.0                                                                    | 83.3                                                                    |
| Fuente: Environment Canada (sunshine recorded at Fredericton CDA)       |                                                                         |                                                                         |                                                                         |                                                                         |                                                                         |                                                                         |                                                                         |                                                                         |                                                                         |                                                                         |                                                                         |                                                                         |                                                                         |

## Transporte
Esta ciudad es servida por el Aeropuerto del Gran Fredericton.